# Folinia bermudezi
Folinia bermudezi är en snäckart som först beskrevs av Carlos Guillermo Aguayo och Alfred Rehder 1936.  Folinia bermudezi ingår i släktet Folinia och familjen Rissoidae. Inga underarter finns listade i Catalogue of Life.